# Dryopsophus nyakalensis
Espèce
Synonymes
- Litoria nyakalensis Liem, 1974

Statut de conservation UICN

EX : Éteint
Dryopsophus nyakalensis est une espèce d'amphibiens de la famille des Pelodryadidae.

## Répartition
Cette espèce était endémique du Queensland en Australie. Elle se rencontrait dans la forêt pluviale tropicale de Cardwell à Thornton entre 380 et 1 020 m d'altitude, ce qui représente 6 000 km2.

## Description
Les mâles mesurent de 30 à 33 mm et les femelles de 36 à 47 mm.

## Étymologie
Son nom d'espèce, composé de nyakal[i] et du suffixe latin -ensis, « qui vit dans, qui habite », lui a été donné en référence au lieu de sa découverte, le territoire des Nyakali.

## Publication originale
- Liem, 1974 : A Review of the Litoria nannotis Species Group, and a Description of a New Species of Litoria from Northern Queensland, Australia (Anura:Hylidae). Memoirs of the Queensland Museum, vol. 17, no 1, p. 151-168 (texte intégral).